# 河川法
河川法（かせんほう、昭和39年7月10日法律第167号）は、日本の国土保全や公共利害に関係のある重要な河川を指定し、これらの管理・治水および利用に関する法律である。

## 主務官庁
- 国土交通省水管理・国土保全局
  - 河川計画課
  - 河川環境課
  - 治水課

農林水産省農村振興局整備部、環境省水・大気環境局など他省庁と連携して執行にあたる。

## 概要
現行の河川法においては、法の対象とする河川について水系を基本的な単位としている（水系主義）。水系は一級水系と二級水系に区分される。一級水系に含まれる河川は一級河川、二級水系に含まれる河川は二級河川と称される。
湖や沼であっても、水系の一部とされる場合が多く、琵琶湖（淀川水系）・霞ヶ浦（利根川水系）は典型例である。海に接していない内陸県にある河川は基本的に一級河川であるが、例外は山梨県の本栖湖・精進湖・西湖で、これらの湖はどの水系にも属していない為二級河川の扱いである。三重県の銚子川水系、和歌山県の日置川水系と日高川水系は流域が内陸の奈良県に跨るものの二級河川である。
なお、河川法の適用を受けない河川は、普通河川と呼ばれる。

## 構成
- 第1章　総則（第1条―第8条）
- 第2章　河川の管理 
  - 第1節　通則（第9条―第15条）
  - 第2節　河川工事等（第16条―第22条の2）
  - 第3節　河川の使用及び河川に関する規制 
    - 第1款　通則（第23条―第37条）
    - 第2款　水利調整（第38条―第43条）
    - 第3款　ダムに関する特則（第44条―第51条）
    - 第4款　緊急時の措置（第52条―第53条の2）

  - 第4節　河川保全区域（第54条・第55条）
  - 第5節　河川予定地（第56条―第58条）
- 第2章の2　河川立体区域（第58条の2―第58条の7）
- 第3章　河川に関する費用（第59条―第74条）
- 第4章　監督（第75条―第79条の2）
- 第5章　社会資本整備審議会の調査審議等及び都道府県河川審議会（第80条―第86条）
- 第6章　雑則（第87条―第101条）
- 第7章　罰則（第102条―第109条）
- 附則

## 歴史

### 旧河川法制定
河川法の制定以前における河川関連の法制度は、1871年（明治5年）に大蔵省によって施行された「河港道路修築規則」がある。日本最初の河川法は、1896年（明治29年）4月に制定された。この法律は河川管理者を原則として都道府県とし、必要に応じて国が工事を実施する体勢を定めた。当時相次いで起こっていた水害の防止に重点をおいたもので、以後日本の大河川の改修はこの河川法の下で実施された。当時森林法・砂防法と合わせ『治水三法』と呼ばれた。
この旧河川法における河川管理の特色は河川を「河川法適用区間」と「河川法準用区間」に分け、適用区間については内務省（戦後は建設省）によって直轄管理を行い、準用区間については各都道府県知事が管理を行うというものであった。制定当時は治水にのみ重点をおいた法整備であったため、利水に関する想定はされていなかった。
ところが1911年（明治44年）に電気事業法が施行され、全国各地で水力発電を目的とした河川開発が行われると、法制度の不備が発生した。治水を念頭に整備された為に利水に対する法解釈は無いに等しく、事業推進に著しい不利が起こる事があった。加えて発電用ダム建設に伴い、庄川流木事件や宮田用水事件など慣行水利権者と電気事業者の利害衝突が相次いで発生したが、旧河川法ではそれに対応できるだけの対策が皆無であった為、紛争の調停に対処出来なかった。
政府は旧河川法の不備を補填する為に1926年（大正15年）に「河川行政監督令」、1935年（昭和10年）には「河川堰堤規則」を施行し、こうした事例に対して速やかな対応が取れる様に法制度の改善を図った。だがこの頃になると物部長穂（内務省土木試験所長）が「河水統制計画」案を発表、一水系を一貫して開発し、治水・利水に役立てようとする主張を行った。当時アメリカではテネシー川流域開発公社（TVA）が実績を挙げており、これに影響された内務省は1940年（昭和15年）より7河川1湖沼において河水統制事業を実施した（詳細は河川総合開発事業を参照）。

### 新河川法制定
戦後、打ち続く水害に対処する為に河水統制事業は更に推進された。これに加え1947年（昭和22年）の「国営農業水利事業」制度の発足、1950年（昭和25年）の「国土総合開発法」施行、1951年（昭和26年）の電気事業再編によって複数の事業者が河川総合開発事業に参入し、多目的ダムを中心とした河川開発に携わった。だが、今度は河川事業の責任主体が一体誰なのか混乱する現象が起こり始めた。特に多目的ダムについては施工・管理主体が明確化出来ず、民法244条～262条による共有物規程に従い持分比率に応じた施工・管理が行われる状態であった。このため1957年（昭和32年）に特定多目的ダム法が施行されることによって治水を主目的とする国直轄ダムについてはその所有権を国（建設大臣）に一元化し、その他の事業者は使用権を許認可することで決着を見た。
だが、水力発電に加え上水道・工業用水道の需要が高まり、河川の高度な水利用が水系の広範囲に亘るようになると、今までの河川法のような限定的な河川管理では到底カバーできない状況となった。このため、かつて物部が主張していた「水系一貫」の河川管理によってこうした増加する水需要と治水対策に対応し、かつ特定多目的ダム法や治山治水緊急措置法、工業用水法などの河川関連法規と整合性を図るために河川法の改訂が不可欠となった。
こうして、1964年（昭和39年）に新河川法が制定された。新河川法は、一水系をその中小河川までまとめて一貫管理し、一級河川（水系）を国の管理下に、二級河川を都道府県管理とするとともに、従前は河川法の適用外であった普通河川のうち市町村が指定したものについて河川法の規定の一部を準用することとした（準用河川）。以後、明治の河川法を「旧河川法」、昭和のものを「新河川法」として区別するようになった。
また、従来明確ではなかったダムについての定義も、いわゆる利水ダムについては明確化された。すなわち第44条第1項において「河川の流水を貯留し、又は取水する為の第26条第1項の許可（工作物の新築等に対する国土交通大臣や都道府県知事といった河川管理者からの許可）を受けて設置するダムで、基礎地盤から堤頂までの高さが15メートル以上のもの」を、第2章第3節第3款（ダムに関する特則）の適用を受けるダムと定義した（なお、河川管理者が河川管理のために設置するダム（治水ダム）については定義する条項がないが、1976年（昭和51年）制定の政令「河川管理施設等構造令」において同様の定義（15メートル以上）がなされている）。さらに第17条と第51条において多目的ダムなどの「兼用工作物」（河川管理施設（治水ダム）とその他の施設・工作物（利水ダム）を兼ねたもの）の管理（河川管理者と水利使用者の共同管理）についての規程が加わり、管理責任の所在をより明確化させる事が可能になった。

### 97年法改正
20世紀末には河川環境に対する配慮と期待が大きくなり、1997年（平成9年）に河川環境の整備と保全を目的に加えた改正がなされた。これは利水の高度利用によって河川環境が著しく損なわれる事例があとを絶たず、折からの環境保護思想の高まりを受けて過度の河川開発に対して批判や警鐘を鳴らす意見が多くなった事が背景にある。また、河川そのものをレジャーの一環として利用する傾向がさらに高まり、新河川法制定時には想定されなかった事態が出てきた事も改正の動機となった。
最大の特徴は河川環境を維持・保全することであり、例えば従来のコンクリート主体の護岸工事の修正、発電用ダムを含めたダムの河川維持放流の義務付け、河川生態系や植生の保護・育成が河川管理の目的に加わった。これにより大井川や信濃川などで発電用ダムから維持放流が行われるようになり、河川の無水区間解消が図られた。このほかダムや河川敷など河川施設を一般に開放し観光資源に寄与することも目標に挙げられた。
1997年以前の河川法下では、河川整備の計画について工事実施基本計画を設定していたが、改正後は新たに、河川整備の基本となるべき方針を決めた河川整備基本方針と、具体的な河川整備内容を決めた河川整備計画を設定することとなった。このうち河川整備計画は、地方自治体首長や地域住民等の意見を反映する「流域委員会」などの諮問機関が設置され、議論が行われている。これらは「住民参加型の河川事業」の実現という目的で実施されたが、治水の根幹に関わる項目（計画高水流量やダム事業など）については国土交通省の審議会で決定されている。基本方針策定において地域（自治体首長や住民）が参画しているが、参加規定が曖昧であったり、委員の固定化や国土交通省による一方的な議事進行、議論時間の不足（一回二、三時間の会議や数河川まとめた方針会議など）といった不備の面が指摘されている。こうしたことから利根川、天塩川、淀川などでは流域委員会の機能不全に反発する住民や市民団体、活動家もいる。
河川法の目的は従来の治水（旧河川法）に利水（新河川法）、そして環境保護（97年改正河川法）を加え時代に即した河川管理の在り方を志向している。主要な改訂点はこの3点であるが、他にもいくつかの小さな改正がある。

### 以降の河川法をめぐる動静
2008年5月14日、冬柴鐵三国土交通大臣（当時）は増田寛也地方分権改革担当大臣との会談の中で、一つの都道府県内で完結する一級河川（53水系）の管理権限を、原則として都道府県に移管することを表明した。具体的に移管される河川は特定されてはいないが、例外規定として
1. 国民生活上、特に治水や利水において広範囲に影響を及ぼす河川。
2. 河川管理に特段の技術を要する、管理が難しい河川。
3. 環境保護の観点で、重要な河川。

この三条件の何れかに当てはまる河川は、仮に一自治体内で完結している場合でも従前どおり直轄での管理を行うとしているが、その範囲は極力限定的なものにする方針とされている。また複数の自治体をまたがって流れる河川の幾つかについても、将来的には段階的に地方自治体に管理を移譲するとしている。最終的には約70水系程度が地方自治体に管理移管される予定とされているが、国土交通省内部や自由民主党内部からの強い反発も予想された。2018年7月13日現在で一級河川は、14,066河川、河川延長 88,101.0 kmであり、2005年4月30日現在の一級河川は13,994河川であり、以前よりむしろ拡大していることから見直しは2018年7月現在されていない。

## 河川の区分

### 水系
河川法令では、水系の区分についての用語は定義されていないが、行政実務上、水系は一級水系、二級水系、単独水系に区分される。
一級水系
一級水系とは河川法第4条第1項の「国土保全上又は国民経済上特に重要な水系で政令で指定したもの」をいう。具体的には「河川法第四条第一項の水系を指定する政令」（1965年制定）に基き、全国で109の水系が指定されている。本流（本川）は一級河川である。一級水系には一級河川のほか、準用河川が属する。
二級水系
二級水系とは河川法第5条第1項の「前条第1項の政令で指定された水系（=一級水系）以外の水系で公共の利害に重要な関係があるもの」をいう。本流（本川）は二級河川である。二級水系には二級河川のほか、準用河川が属する。
単独水系
一級水系、二級水系以外の水系を単独水系という。単独水系には準用河川が属する。

### 河川区分
河川法の適用される河川は一級河川、二級河川に区分される。これらを総称して「法河川」あるいは「河川法河川」と呼ぶこともある。これら以外の河川は、河川法の規定が準用される準用河川と、河川法が適用されない普通河川に区分される。水系が独立することから、一級河川と二級河川が同じ水系に属することはない。
一級河川
一級河川は、河川法第4条第1項で「国土保全上又は国民経済上特に重要な水系で政令で指定したもの（=一級水系）に係る河川で国土交通大臣が指定したもの」と定義される。一級河川の管理は国土交通大臣（実務上は、国土交通省水管理・国土保全局（旧河川局）とその出先機関である地方整備局、北海道の一級水系の国管理区間については同省北海道局及びその出先機関である北海道開発局が行う。なお、具体的な整備及び維持管理等については地方整備局等の更に出先機関として設置された「河川事務所」等が担当する）。
水系内の主要な河川は2つに区分され、特に重要な幹川を「（建設）大臣管理区間」と呼ぶ。それ以外の河川について、本川上流部や支流のうちの二次支川・三次支川等の小河川である場合等は、一定の区間を指定して（これを「指定区間」と呼び、対比して大臣管理区間を「指定区間外区間」とも呼ぶ）都道府県又は政令指定都市に対し河川管理を委任することができる。指定区間からなお、特定多目的ダムや水資源機構が管理する水資源機構法に基づく多目的ダムなどについては、指定区間を含むすべての区間について国土交通大臣が許可権限を有している（特定水利）。同一水系内の「大臣管理区間」「指定区間」以外の河川は、準用河川と設定されれば市町村長が、それ以外は普通河川として地方公共団体が管理する。
二級河川
二級河川は、河川法第5条第1項で「前条第1項の政令で指定された水系以外の水系で公共の利害に重要な関係があるもの（=二級水系）に係る河川で都道府県知事が指定したもの」と定義される。河川管理は都道府県が行うが、一定の区間を指定して政令指定都市に対し河川管理を委任することができる。同一水系内の二級河川以外の河川は、準用河川と設定されれば市町村長が、それ以外は普通河川として地方公共団体が管理する。
準用河川
準用河川は、河川法第100条第1項で「一級河川及び二級河川以外の河川で市町村長が指定したもの」と定義される。準用河川については、河川法の二級河川に関する規定の一部を準用し、市町村が管理する。一部が準用されるのみなので、準用河川については、法令上、一級河川・二級河川と同様の扱いとなる部分と普通河川と同様の扱いとなる部分とが混在する。
普通河川
普通河川は、河川法第100条の2第1項で「一級河川、二級河川及び準用河川以外の河川」と定義される。普通河川は他の河川と違い河川法の適用・準用を受けない。市町村が必要と考えた時、条例などで河川範囲を独自に指定し管理している。

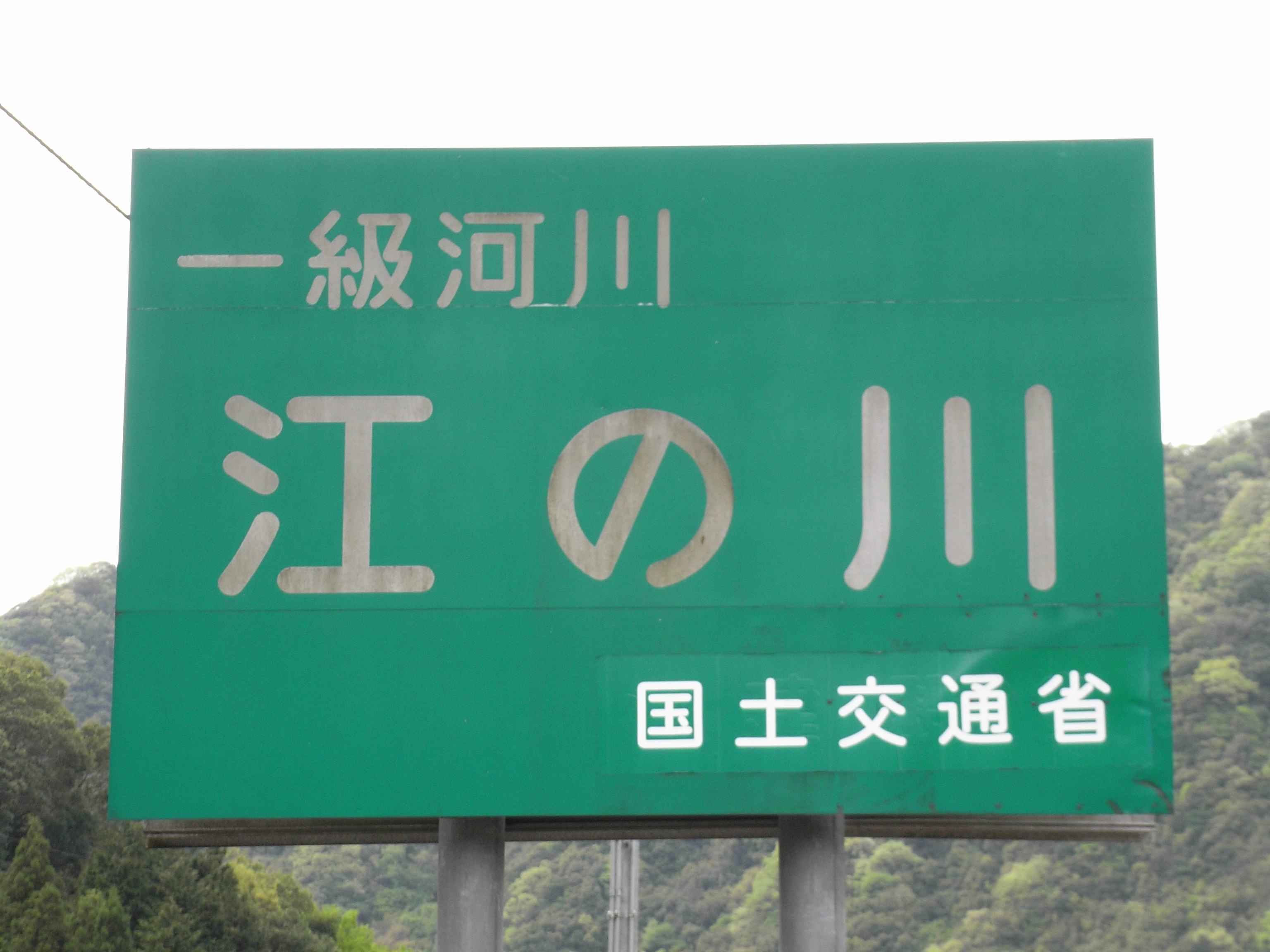
一級河川・指定外区間の河川標識例（江の川）。右下に管理者（国土交通省）が記されている。
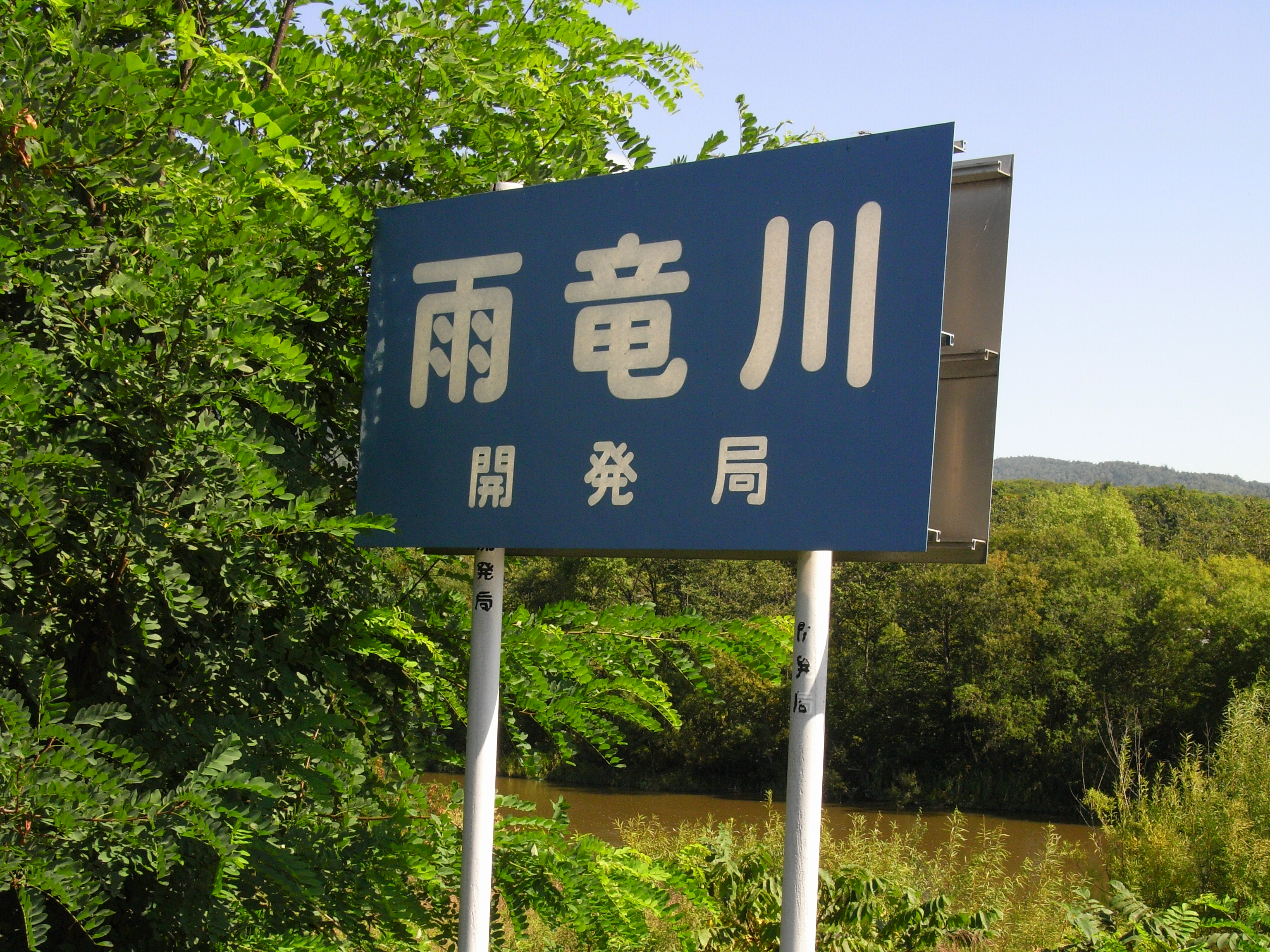
一級河川・指定外区間の河川標識例（雨竜川）。北海道では「開発局」と管理者を記すことが多い。
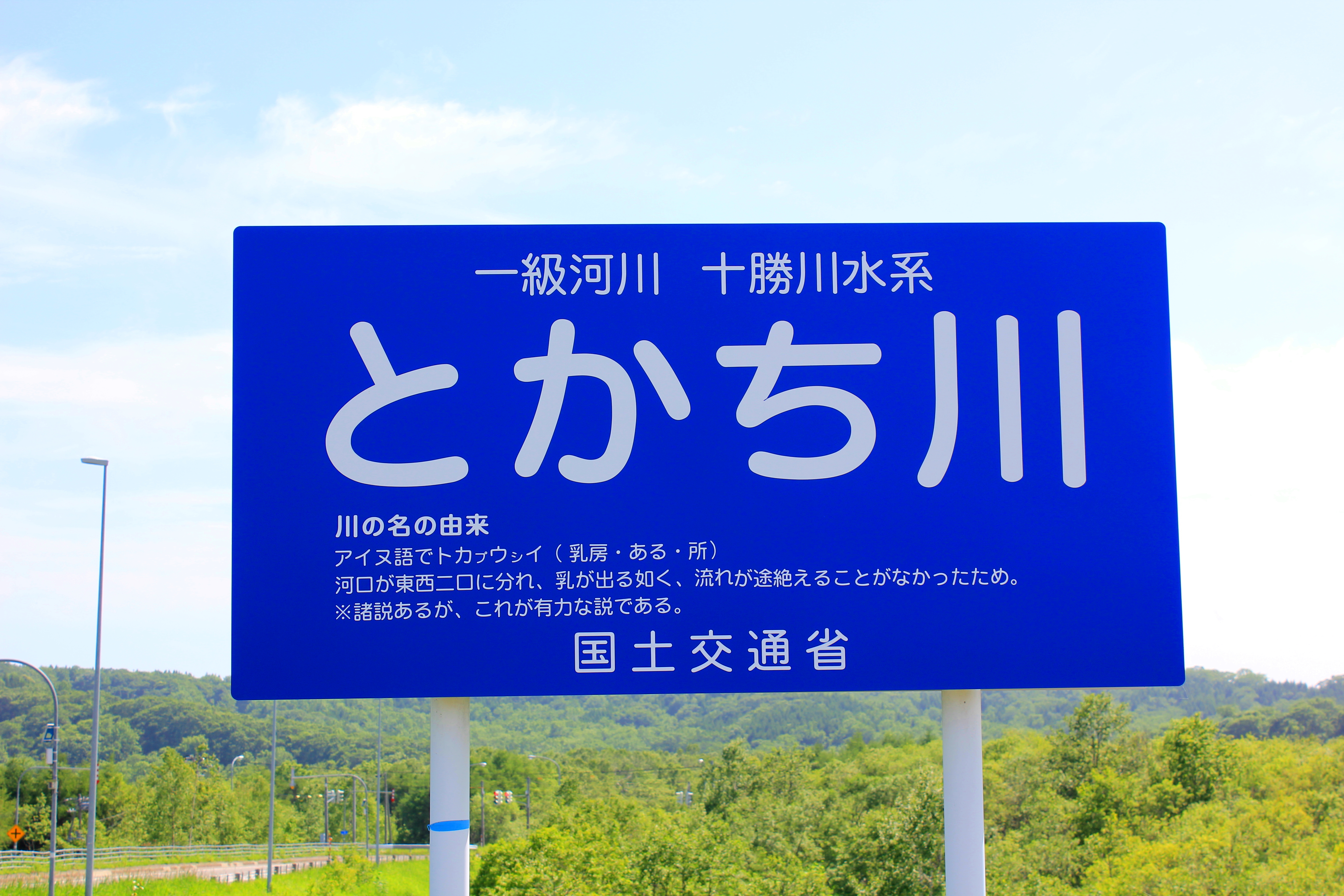
十勝川の河川標識。北海道の一級河川で管理者が「国土交通省」と記されている少ない例。
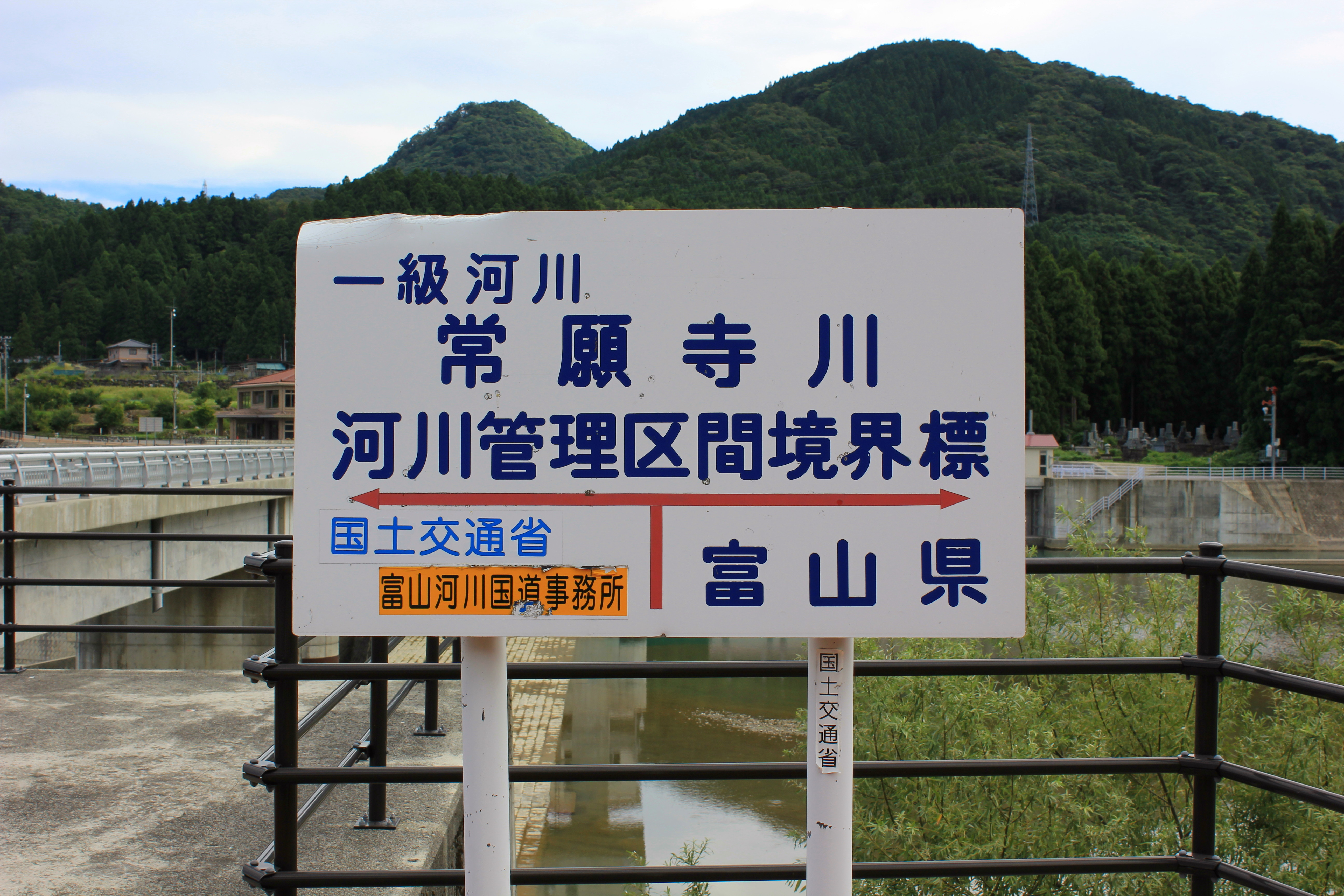
河川管理境界標識例（常願寺川）。ここを境に指定区間（右・上流側）と指定外区間（左・下流側）に分かれる。
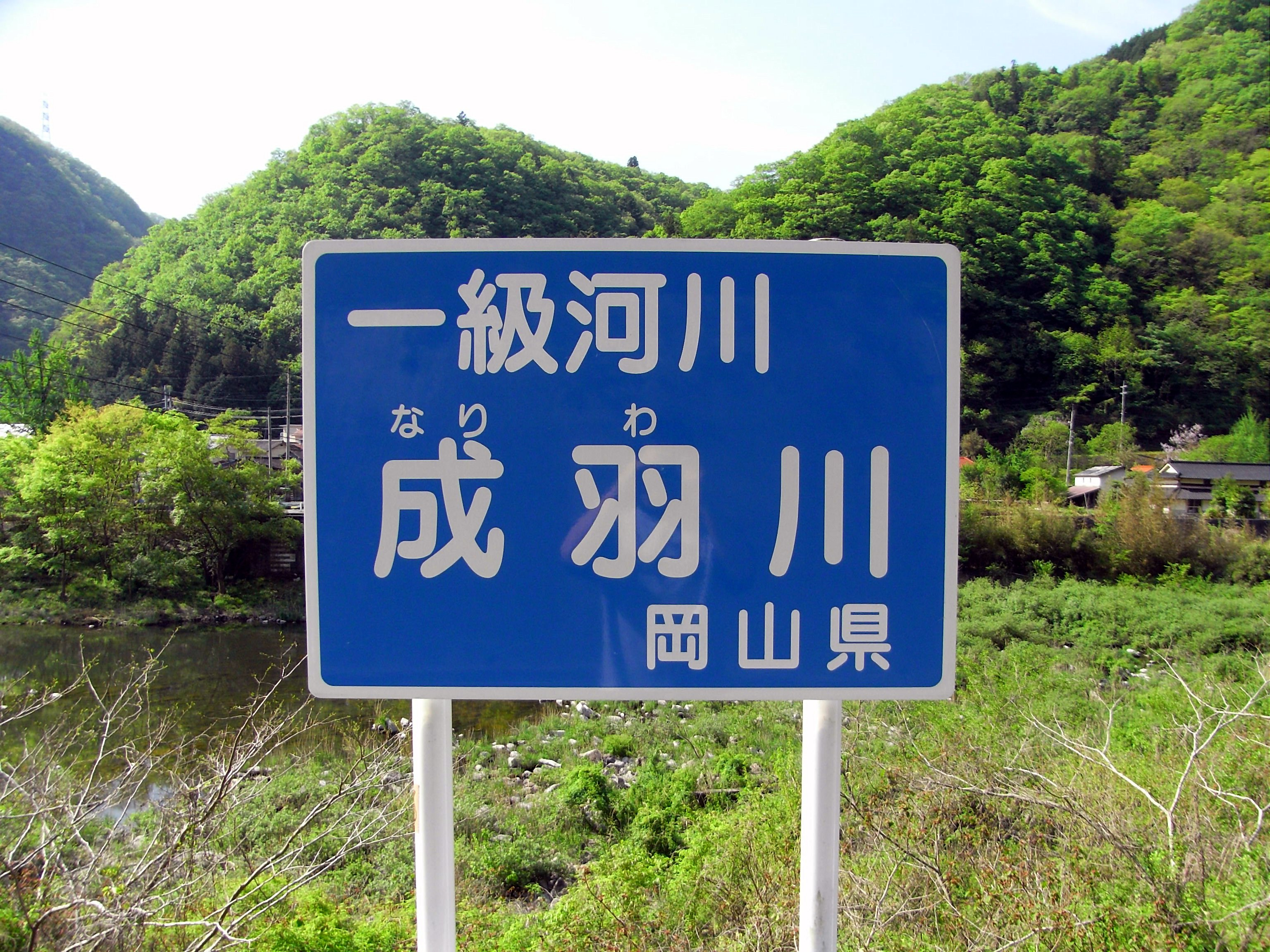
一級河川・指定区間の河川標識例（成羽川）。右下の管理者は岡山県と記されている。
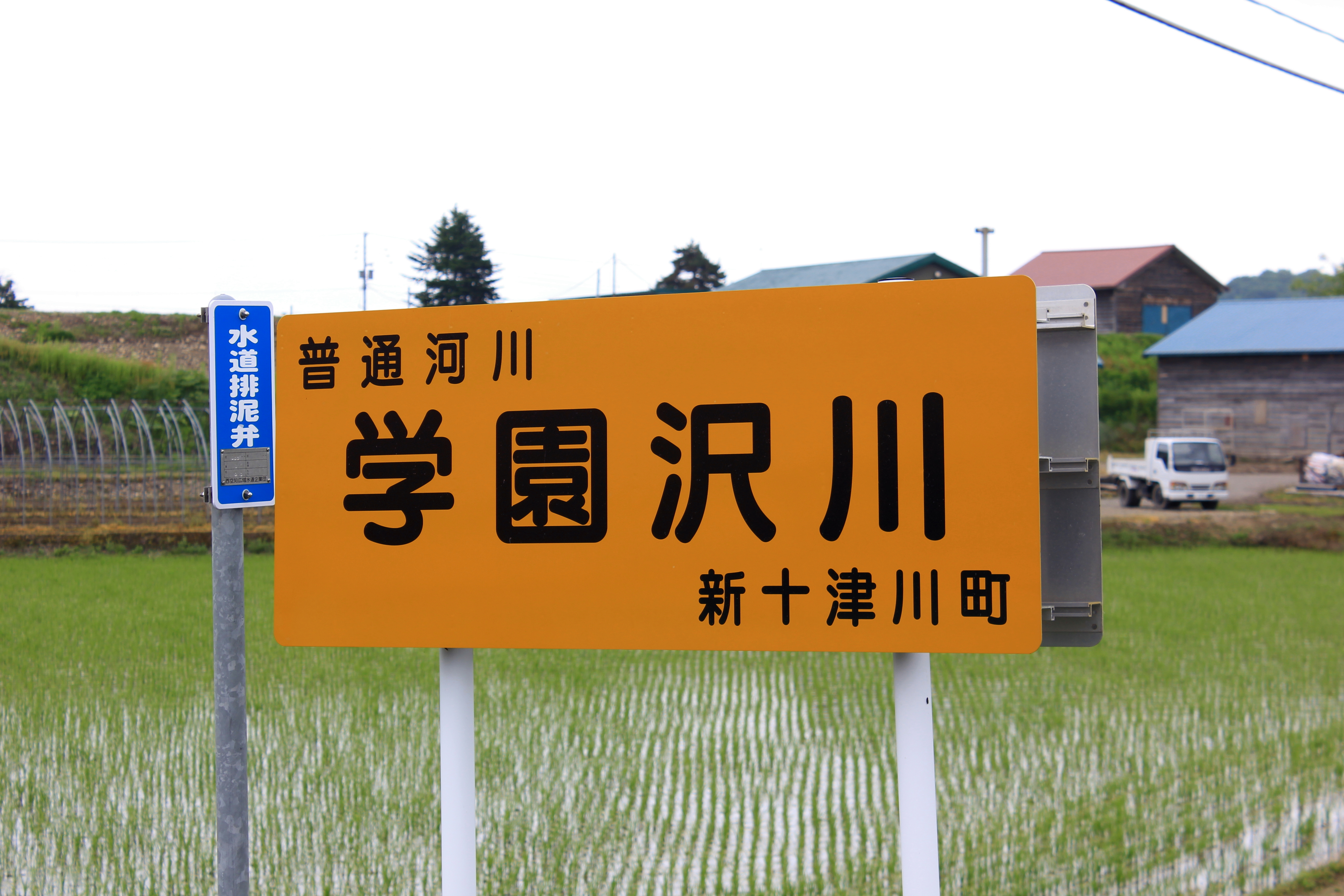
普通河川の河川標識例。本写真は石狩川支流徳富川の二次支流・学園沢川で、管理者は新十津川町である。

### 河川名

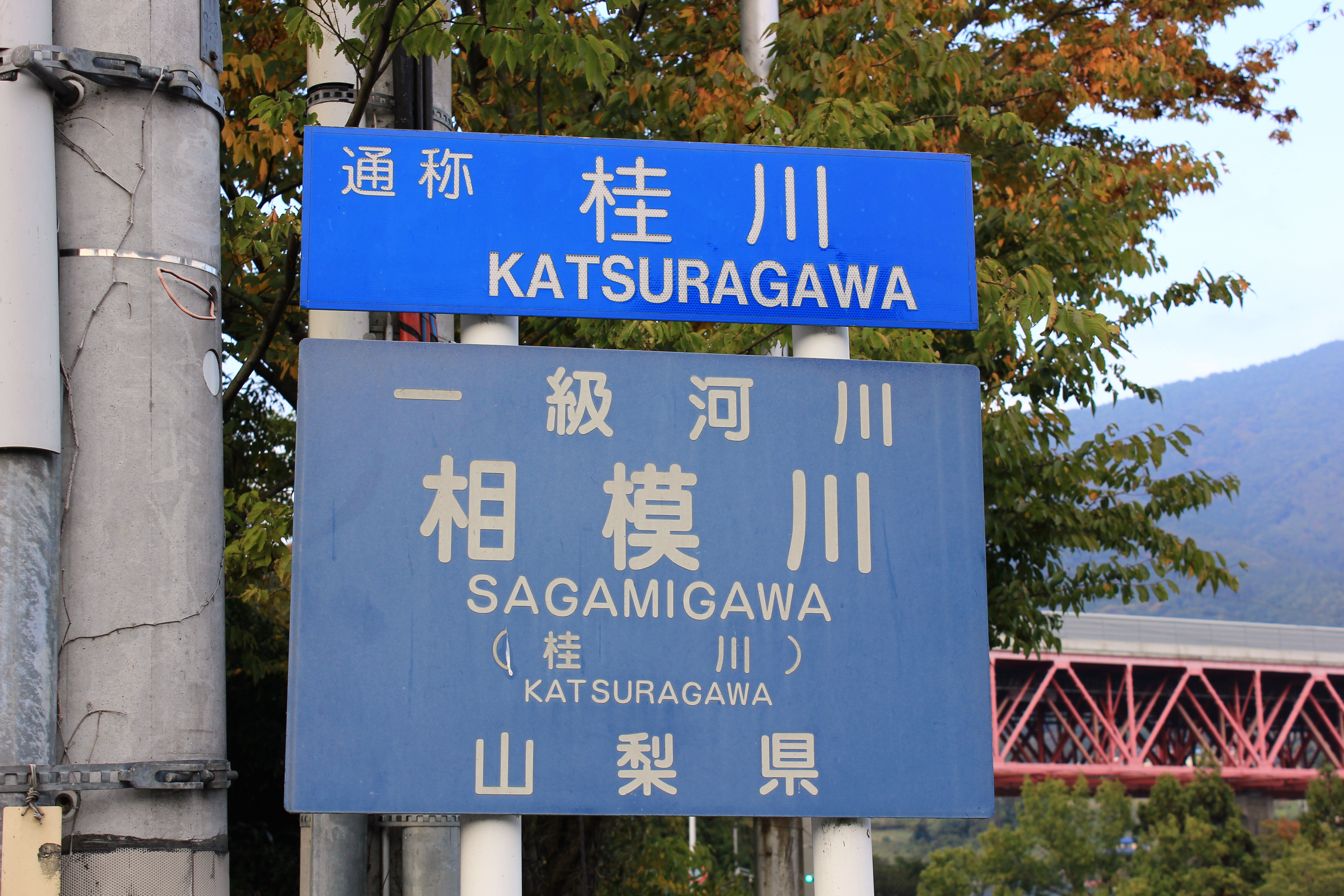
山梨県内における相模川の河川標識。「桂川」の表記が二重に記されている。

河川名は、河川法において基本的には源流から河口もしくは合流点まで同一の名称で統一されている。河川法改定以前は県、市町村、地域によって異なる河川名表示が多く見られたが、水系一貫での河川管理に照らした場合混乱や支障を来たす可能性があった。このため河川法で指定される一級・二級水系の河川について、河川（河川標識など）および河川施設（ダムなど）管理や施工に関する河川名表記については行政管理上、上下流を一貫して同一河川名で表示している。しかし信濃川の長野県内における名称・千曲川など地元に強く認知されている河川名では、当該地域での一般的な名称で表示されていることがある。
また、一級・二級水系指定の際に名付けられた水系名が必ずしも本流の河川名で使われているわけではなく、別称が一般化している例もある。新宮川水系や渡川水系がそれであり、前者は熊野川、後者は四万十川の名称が一般的である。このため地元からの要望によりこれらの河川名が変更され、水系名と本流の名称が分離される例が出た。以下の表は河川名の別称例である。
| 河川等級 | 河川名       | 別称・旧称     | 解説                                                                                      | 出典          |
| -------- | ------------ | -------------- | ----------------------------------------------------------------------------------------- | ------------- |
| 一級     | 雨竜川       | ブトカマベツ川 | 石狩川水系。源流から朱鞠内湖（雨竜第一ダム）までの別称。                                  | [ 5 ]         |
| 一級     | 空知川       | シーソラプチ川 | 石狩川水系。源流からルーオマンソラプチ川合流点までの別称。                                | [ 6 ]         |
| 一級     | 千歳川       | 江別川         | 石狩川水系。旧夕張川合流点から石狩川合流点までの下流部における旧称。                      | [ 7 ]         |
| 二級     | 静内川       | 染退川         | 1950年（昭和25年）までの旧称。読みは「しべちゃりがわ」。                                  | [ 8 ]         |
| 二級     | 奥入瀬川     | 相坂川         | 河川法上の水系名。                                                                        | [ 9 ]         |
| 一級     | 高瀬川       | 和田川         | 源流から作田川合流点までの別称。                                                          | [ 10 ]        |
| 一級     | 高瀬川       | 七戸川         | 作田川合流点から小川原湖までの別称。                                                      | [ 11 ]        |
| 一級     | 迫川         | 一迫川         | 北上川水系。源流から三迫川合流点までの別称。                                              | [ 12 ]        |
| 一級     | 旧迫川       | 小山田川       | 北上川水系。源流から蕪栗沼までの別称。                                                    | [ 13 ]        |
| 一級     | 江合川       | 荒雄川         | 北上川水系。上流部の別称。                                                                | [ 14 ]        |
| 一級     | 碁石川       | 太郎川         | 名取川水系。源流から釜房湖（釜房ダム）までの別称。                                        | [ 13 ]        |
| 一級     | 米代川       | 能代川         | 秋田県能代市内に係る最下流部の別称。                                                      | [ 15 ]        |
| 一級     | 鮭川         | 大沢川         | 最上川水系。源流から真室川合流点までの別称。                                              | [ 16 ]        |
| 一級     | 天王川       | 梓川           | 最上川水系。源流から土会川合流点までの別称。                                              | [ 17 ]        |
| 一級     | 赤川         | 東大鳥川       | 大鳥池から西大鳥川合流点までの別称。                                                      | [ 18 ]        |
| 一級     | 赤川         | 大鳥川         | 西大鳥川合流点から梵字川合流点までの別称。                                                | [ 19 ]        |
| 一級     | 伊南川       | 檜枝岐川       | 阿賀野川水系只見川の支流。福島県南会津郡檜枝岐村に係る流域の別称。                        | [ 20 ]        |
| 一級     | 五行川       | 勤行川         | 利根川水系小貝川の支流。茨城県筑西市（旧下館市）に係る流域の別称。                        | [ 21 ]        |
| 一級     | 荒川         | 東荒川         | 那珂川水系。源流から西荒川合流点までの別称。                                              | [ 22 ]        |
| 一級     | 渡良瀬川     | 松木川         | 利根川水系。源流から足尾砂防堰堤までの別称。                                              | [ 23 ]        |
| 一級     | 思川         | 粕尾川         | 利根川水系渡良瀬川の支流。源流から粟野川合流点までの別称。                                | [ 24 ]        |
| 一級     | 白砂川       | 須川           | 利根川水系吾妻川の支流。1966年（昭和41年）までの旧称。                                    | [ 25 ]        |
| 一級     | 鏑川         | 西牧川         | 利根川水系烏川の支流。源流から南牧川合流点までの別称。                                    | [ 26 ]        |
| 一級     | 入間川       | 名栗川         | 荒川水系。源流から埼玉県飯能市の埼玉県道28号岩根橋までの別称。                            | [ 27 ]        |
| 一級     | 多摩川       | 丹波川         | 源流から奥多摩湖までの山梨県内に係る流域の別称。読みは「たばがわ」。                      | [ 28 ]        |
| 一級     | 多摩川       | 六郷川         | 河口部の別称。                                                                            | [ 28 ]        |
| 一級     | 秋川         | 南秋川         | 多摩川水系。源流から北秋川合流点までの別称。                                              | [ 29 ]        |
| 一級     | 浅川         | 北浅川         | 多摩川水系。源流から南浅川合流点までの別称。                                              | [ 29 ]        |
| 一級     | 相模川       | 桂川           | 山梨県内に係る流域の別称。                                                                | [ 30 ]        |
| 一級     | 相模川       | 馬入川         | 河口部の別称。読みは「ばにゅうがわ」。                                                    | [ 31 ]        |
| 二級     | 酒匂川       | 鮎沢川         | 源流から河内川合流点までの静岡県内に係る流域の別称。                                      | [ 32 ]        |
| 一級     | 阿賀野川     | 荒海川         | 源流から桧沢川合流点までの別称。                                                          | [ 33 ]        |
| 一級     | 阿賀野川     | 阿賀川         | 桧沢川合流点から新潟県境までの福島県内に係る流域の別称。                                  | [ 33 ]        |
| 一級     | 阿賀野川     | 大川           | 福島県会津若松市内に係る流域の旧称。                                                      | [ 33 ]        |
| 一級     | 信濃川       | 千曲川         | 長野県内に係る流域の別称。                                                                | [ 34 ]        |
| 一級     | 神通川       | 宮川           | 岐阜県内に係る流域の別称。                                                                | [ 35 ]        |
| 一級     | 井田川       | 大長谷川       | 神通川水系。最上流部の別称。                                                              | [ 36 ]        |
| 一級     | 井田川       | 室牧川         | 神通川水系。上流部の別称。                                                                | [ 37 ]        |
| 一級     | 真名川       | 笹生川         | 九頭竜川水系。源流から雲川合流点までの別称。読みは「さそうがわ」。                        | [ 38 ]        |
| 一級     | 犀川         | 梓川           | 信濃川水系。源流から奈良井川合流点までの別称。                                            | [ 39 ]        |
| 一級     | 富士川       | 釜無川         | 源流から笛吹川合流点までの別称。                                                          | [ 40 ]        |
| 一級     | 豊川         | 寒狭川         | 源流から宇連川合流点までの別称。読みは「かんざがわ」。                                    | [ 41 ]        |
| 一級     | 庄内川       | 土岐川         | 岐阜県内に係る流域の別称。                                                                | [ 42 ]        |
| 一級     | 木曽川       | 味噌川         | 最上流部の別称。                                                                          | [ 43 ]        |
| 一級     | 飛騨川       | 益田川         | 木曽川水系。源流から馬瀬川合流点までの別称。読みは「ましたがわ」。                        | [ 44 ]        |
| 一級     | 淀川         | 瀬田川         | 琵琶湖流出口から京都府境までの滋賀県内に係る流域の別称。                                  | [ 45 ]        |
| 一級     | 淀川         | 宇治川         | 滋賀県境から桂川・木津川合流点までの京都府内に係る流域の別称。                            | [ 45 ]        |
| 一級     | 桂川         | 上桂川         | 淀川水系。京都市右京区に係る上流域の別称。                                                | [ 46 ]        |
| 一級     | 桂川         | 保津川         | 淀川水系。保津峡付近の別称。                                                              | [ 47 ]        |
| 一級     | 桂川         | 大堰川         | 淀川水系。京都府亀岡市から保津峡を除く嵐山付近までの流域の別称。読みは「おおいがわ」。    | [ 47 ]        |
| 一級     | 木津川       | 伊賀川         | 淀川水系。源流から名張川合流点までの別称。                                                | [ 48 ]        |
| 一級     | 一庫大路次川 | 大路次川       | 淀川水系。京都府・大阪府内に係る流域の別称。                                              | [ 49 ]        |
| 一級     | 加古川       | 佐治川         | 源流から篠山川合流点までの別称。                                                          | [ 50 ]        |
| 二級     | 新湊川       | 天王谷川       | 源流から石井川合流点までの別称。                                                          | [ 51 ]        |
| 二級     | 三原川       | 諭鶴羽川       | 上流部の別称。                                                                            | [ 52 ]        |
| 一級     | 大和川       | 初瀬川         | 源流から佐保川合流点までの別称。読みは「はせがわ」。                                      | [ 53 ]        |
| 一級     | 紀の川       | 吉野川         | 奈良県内に係る流域の別称。                                                                | [ 54 ]        |
| 一級     | 熊野川       | 新宮川         | 河川法上の水系名。1998年（平成10年）に河川名が熊野川に変更される。                        | [ 55 ]        |
| 一級     | 熊野川       | 天の川         | 源流から猿谷ダムまでの別称。                                                              | [ 56 ]        |
| 一級     | 熊野川       | 十津川         | 奈良県吉野郡十津川村内に係る流域の別称。                                                  | [ 57 ]        |
| 一級     | 袋川         | 新袋川         | 千代川水系。千代川合流点から3.2km上流までの別称。2006年（平成18年）変更。                 | [ 58 ]        |
| 一級     | 天神川       | 竹田川         | 源流から小鴨川合流点までの別称。                                                          | [ 59 ]        |
| 一級     | 斐伊川       | 大橋川         | 宍道湖から中海間の島根県松江市内に係る流域の別称。                                        | [ 60 ]        |
| 一級     | 斐伊川       | 境水道         | 中海から河口までの別称。                                                                  | [ 60 ]        |
| 一級     | 江の川       | 可愛川         | 源流から広島県三次市までの広島県内に係る流域の別称。読みは「えのがわ」。                  | [ 61 ]        |
| 一級     | 江の川       | 郷川           | 広島県三次市から島根県境までの広島県内に係る流域の旧称。                                  | [ 61 ]        |
| 一級     | 成羽川       | 東城川         | 高梁川水系。広島県内に係る流域の別称。                                                    | [ 62 ]        |
| 一級     | 太田川       | 吉和川         | 最上流部の別称。                                                                          | [ 63 ]        |
| 二級     | 阿武川       | 松本川         | 橋本川分流点から河口までの別称。                                                          | [ 64 ]        |
| 一級     | 銅山川       | 伊予川         | 吉野川水系。徳島県内に係る流域の別称。                                                    | [ 65 ]        |
| 一級     | 肱川         | 宇和川         | 上流部の別称。                                                                            | [ 66 ]        |
| 一級     | 仁淀川       | 面河川         | 愛媛県内に係る流域の別称。読みは「おもごがわ」。                                          | [ 67 ]        |
| 一級     | 四万十川     | 渡川           | 河川法上の水系名。1994年（平成6年）に河川名が四万十川に変更される。読みは「わたりがわ」。 | [ 68 ]        |
| 一級     | 筑後川       | 田の原川       | 源流から熊本県阿蘇郡小国町までの別称。                                                    | [ 69 ]        |
| 一級     | 筑後川       | 杖立川         | 熊本県阿蘇郡小国町から松原ダムまでの別称。                                                | [ 70 ]        |
| 一級     | 筑後川       | 大山川         | 松原ダムから玖珠川合流点までの別称。                                                      | [ 70 ]        |
| 一級     | 筑後川       | 三隈川         | 玖珠川合流点から大分県日田市内に係る流域の別称。                                          | [ 70 ]        |
| 一級     | 嘉瀬川       | 川上川         | 源流から石井樋までの別称。                                                                | [ 71 ]        |
| 二級     | 駅館川       | 津房川         | 源流から恵良川合流点までの別称。                                                          | [ 72 ]        |
| 一級     | 大野川       | 大谷川         | 源流から熊本県内の流域に係る別称。                                                        | [ 73 ] [ 74 ] |
| 二級     | 耳川         | 美々津川       | 下流部の別称。                                                                            | [ 75 ]        |
| 一級     | 本庄川       | 綾南川         | 大淀川水系。源流から宮崎県東諸県郡綾町までの別称。                                        | [ 76 ]        |

## 行為制限
- 河川区域（法第六条）
- 河川保全区域（法第五十四条）
- 河川予定地（法第五十六条）
- 河川立体区域（第五十八条の二）
  - 河川保全立体地域（法第五十八条の三）
  - 河川予定立体区域（法第五十八条の五）

## 資格
- ダム管理主任技術者（法第五十条）